# Phygadeuon vexator
Phygadeuon vexator là một loài tò vò trong họ Ichneumonidae.